# Centovallibahn
De spoorlijn Locarno - Domodossola, ook wel Centovallibahn genoemd, is een smalspoorlijn tussen de steden Locarno (gelegen in het Zwitserse kanton Tessino) en de Noord-Italiaanse stad Domodossola (gelegen in de regio Piëmont).
Voor meer informatie zie de artikelen over de deeltrajecten:
- Domodossola - Ribellasca
- Locarno - Camedo